# Ernst von Niebelschütz
Ernst von Niebelschütz (* 25. Februar 1879 in Frankfurt an der Oder; † 12. Februar 1946 in Magdeburg) war ein deutscher Kunsthistoriker, Redakteur und Schriftsteller. Er war Sonderbeauftragter des Landeskonservators der preußischen Provinz Sachsen und ist der Vater des Schriftstellers Wolf von Niebelschütz. Sein wissenschaftlicher Nachlass wird heute im Landesarchiv Sachsen-Anhalt verwaltet. 

## Leben
Er wurde am 25. Februar 1879 in Frankfurt an der Oder als ältester Sohn des Kgl. preuß. Hauptmanns Hans Hugo Nicolaus (Claus) von Niebelschütz (1853–1898), auf Dahme (Kreis Wohlau, Schlesien), Tschistey (Kreis Guhrau, Schlesien), Sandewalde und Klein-Beltsch, und der Helene von Görne (1855–1932) geboren. Er war während des Ersten Weltkrieges Offizier und brachte es dabei bis zum Range eines Majors. An den Folgen eines sich während des Kriegsdienstes zugezogenen Leidens verstarb er am 12. Februar 1946 in Magdeburg. Er war mit Elisabeth von Dechend (1888–1968) seit dem 28. Januar 1908 verheiratet und hatte mit ihr 5 Kinder. Ehrenamtlich war er im Beirat der Metschlauer Familienstiftung tätig.

## Werke
- 1929: Magdeburg (Deutsche Lande – Deutsche Kunst), Berlin: Deutscher Kunstverlag
- 1931: Halberstadt (Deutsche Lande – Deutsche Kunst), Berlin: Deutscher Kunstverlag
- 1939: Der Harz, ein Kernland deutscher Kunst (Deutsche Lande – Deutsche Kunst), Berlin: Deutscher Kunstverlag
- 1948: Klosterkirche Weingarten, Berlin: Deutscher Kunstverlag
- 1949: Das Kaiserhaus in Goslar (Große Baudenkmäler, Heft 119), Berlin: Deutscher Kunstverlag